# 丰特皮尼利亚
丰特皮尼利亚，是西班牙卡斯蒂利亚-莱昂索里亚省的一个市镇。总面积52平方公里，总人口141人（2001年），人口密度3人/平方公里。